# Ambazac
Ambazac (tiếng Occitan: Embasac) là một xã của tỉnh Haute-Vienne, thuộc vùng Nouvelle-Aquitaine, miền trung nước Pháp.

## Tham khảo

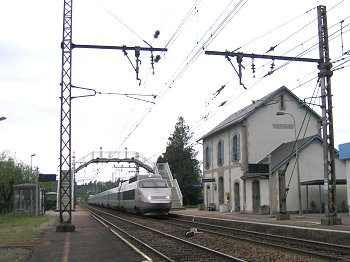
The TGV Brive-la-Gaillarde - Lille-Europe passing at the Ambazac station